# Prodasineura odoneli
Prodasineura odoneli är en trollsländeart som först beskrevs av Fraser 1924.  Prodasineura odoneli ingår i släktet Prodasineura och familjen Protoneuridae. IUCN kategoriserar arten globalt som otillräckligt studerad. Inga underarter finns listade i Catalogue of Life.